# 천안중앙초등학교
천안중앙초등학교는 대한민국 충청남도 천안시 동남구에 있는 공립 초등학교이다.

## 학교 연혁
- 1945년 11월 1일: 천안욱정국민학교로 개교[2]
- 1946년 3월 1일: 천안제3공립국민학교로 개칭
- 1950년 6월 1일: 천안제3국민학교로 개칭
- 1956년 4월 1일: 천안중앙국민학교로 개칭
- 1981년 3월 1일: 병설유치원 개원
- 2015년 2월 13일: 제70회 졸업
- 2015년 3월 1일: 7학급(특수 1학급) 편성
- 2024년 3월 1일: 재개발로 인한 임시 휴교[3]
- 2029년 3월 1일: 재개교 (예정)

## 참고 자료
- 천안중앙초등학교 - 한국교육학술정보원 학교알리미